# 明斯特迈费尔德
明斯特迈费尔德（德語：Münstermaifeld，發音：[ˌmʏnstɐˈmaɪfɛlt] ⓘ）是德国莱茵兰-普法尔茨州迈恩-科布伦茨县的城市，面积27.77平方千米，2023年12月31日人口为3,457人。

## 友好城市
- 法國 瓦尔济